# Cornudella de Montsant
Cornudella de Montsant település Spanyolországban, Tarragona tartományban, a Montsant-hegység és a Prades-hegység lábánál található. Cornudella de Montsant Vilanova de Prades, Prades, Tarragona, La Febró, Arbolí, Porrera, La Morera de Montsant és Ulldemolins községekkel határos. Lakosainak száma 1023 fő (2024).
A település gazdasága alapvetően bor- és mogyorótermesztésre, illetve idegenforgalomra épül.

## Története
1190-ben már említették Cornutella néven. Prades megyéhez tartozott. 1650-ben francia csapatok fosztogattak a faluban, lerombolták a plébánia levéltárát és megszentségtelenítették a templomot.
A falu 1812-ben új fosztogatást szenvedett. A 19. században volt a gazdaság fénypontja, aminek a termőföldeket érintő filoxéra kártevő elszaporodása vetett véget. A 60-as és 70-es években jelentős bevándorlási hullám érkezett Spanyolország különböző régióiból, mint például Andalúzia, Extremadura, Kasztília, Madrid, és Valencia. Ez a térség demográfiai helyzetére és a gazdaságára serkentőleg hatott. Ezekben az években kezdődtek meg a munkálatok egy hatalmas gát építésére a Ciurana tározóra, ami a Montsant térség kiszolgálására hivatott.
A jelenlegi önkormányzat három régi települést csoportosít: magát Cornudella-t, Albarca-t (1857 óta), és Ciurana de Tarragona-t (1940 óta).

## Népesség
A település népessége az elmúlt években az alábbi módon változott:
| Lakosok száma | 642  | 2821 | 1644 | 1202 | 951  | 912  | 1015 | 954  | 941  | 1023 |
|               | 1717 | 1887 | 1936 | 1960 | 1986 | 2004 | 2009 | 2014 | 2019 | 2024 |